# Ludovic Morin

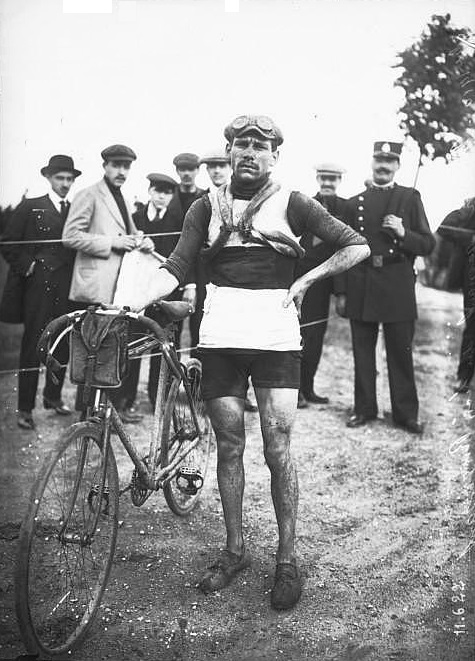
Ludovic Morin

Ludovic Morin (* 25. August 1877 in St-Brieuc; † 10. August 1934 in Cancale) war ein französischer Radrennfahrer.
Ludovic Morin gehörte neben Edmond Jacquelin und Paul Bourillon zu den dominierenden Profi-Sprintern Frankreichs in der zweiten Hälfte der 1890er Jahre. Innerhalb von drei Jahren gewann er zehn der damals renommierten „Großen Preise“ für Sprinter, darunter dreimal den Grand Prix de Paris und 1897 den Grand Prix de l’UVF sowie den Grand Prix d’Angers 1895. 1898 wurde er französischer Meister im Sprint.